# Chiasmopes hystrix
Chiasmopes hystrix is een spinnensoort in de taxonomische indeling van de kraamwebspinnen (Pisauridae).
Het dier behoort tot het geslacht Chiasmopes. De wetenschappelijke naam van de soort werd voor het eerst geldig gepubliceerd in 1922 door Lucien Berland.